# Джонсонбург (Нью-Джерсі)
Джонсонбург (англ. Johnsonburg) — переписна місцевість (CDP) в США, в окрузі Воррен штату Нью-Джерсі. Населення — 381 особа (2020).

## Географія
Джонсонбург розташований за координатами 40°57′54″ пн. ш. 74°52′41″ зх. д. / 40.96500° пн. ш. 74.87806° зх. д. (40.965072, -74.878177).  За даними Бюро перепису населення США в 2010 році переписна місцевість мала площу 0,51 км², уся площа — суходіл.

## Демографія
Згідно з переписом 2010 року, у переписній місцевості мешкала 101 особа в 42 домогосподарствах у складі 32 родин. Густота населення становила 199 осіб/км².  Було 45 помешкань (88/км²).
Расовий склад населення:
| - 100,0 % — білих |

До двох чи більше рас належало 0,0 %. Частка іспаномовних становила 0,0 % від усіх жителів.
За віковим діапазоном населення розподілялося таким чином: 16,8 % — особи молодші 18 років, 67,4 % — особи у віці 18—64 років, 15,8 % — особи у віці 65 років та старші. Медіана віку мешканця становила 46,4 року. На 100 осіб жіночої статі у переписній місцевості припадало 98,0 чоловіків;  на 100 жінок у віці від 18 років та старших — 95,3 чоловіків також старших 18 років.
Цивільне працевлаштоване населення становило 56 осіб. Основні галузі зайнятості: виробництво — 60,7 %, публічна адміністрація — 23,2 %, освіта, охорона здоров'я та соціальна допомога — 16,1 %.